# Wreck
Wreck é uma série de terror slasher e comédia criada e escrita por Ryan J. Brown. É estrelado por Oscar Kennedy como Jamie, um jovem que aceita um emprego a bordo de um navio de cruzeiro para investigar o desaparecimento de sua irmã. Ele estreou na BBC Three em 9 de outubro de 2022, com todos os episódios indo ao ar no BBC iPlayer no mesmo dia. A série recebeu críticas mistas, mas foi recebida favoravelmente pela imprensa LGBTQ+ pela Attitude, Gay Times e The Queer Review apresentando a série em suas listas dos principais programas de TV LGBT de 2022.
A série foi renovada para uma segunda temporada em outubro de 2022, com transmissão marcada para 2023.

## Elenco
| Intérprete           | Personagem               | Temporadas       | Temporadas       | Temporadas       | Temporadas       | Temporadas       | Temporadas       | Temporadas       |
| Intérprete           | Personagem               | 1                | 2                |                  |                  |                  |                  |                  |
| Elenco Principal     | Elenco Principal         | Elenco Principal | Elenco Principal | Elenco Principal | Elenco Principal | Elenco Principal | Elenco Principal | Elenco Principal |
| -------------------- | ------------------------ | ---------------- | ---------------- | ---------------- | ---------------- | ---------------- | ---------------- | ---------------- |
| Oscar Kennedy        | Jamie Walsh/Cormac Kelly | Principal        | Principal        |                  |                  |                  |                  |                  |
| Thaddea Graham       | Vivian Lim               | Principal        | Principal        |                  |                  |                  |                  |                  |
| Anthony Rickman      | Olly Reyes               | Principal        | Principal        |                  |                  |                  |                  |                  |
| Alice Nokes          | Sophia Leigh             | Principal        | Principal        |                  |                  |                  |                  |                  |
| Peter Claffey        | Cormac Kelly             | Principal        | Principal        |                  |                  |                  |                  |                  |
| Miya Ocego           | Rosie Preston            | Principal        | Principal        |                  |                  |                  |                  |                  |
| Jodie Tyack          | Pippa Walsh              | Principal        | Principal        |                  |                  |                  |                  |                  |
| Jack Rowan           | Danny Jones              | Principal        | Does not appear  |                  |                  |                  |                  |                  |
| Louis Boyer          | Sam Rhodes               | Principal        | Does not appear  |                  |                  |                  |                  |                  |
| Elenco Recorrente    |                          |                  |                  |                  |                  |                  |                  |                  |
| Harriet Webb         | Capitã Karen MacIntyre   | Recorrente       | Does not appear  |                  |                  |                  |                  |                  |
| Warren James Dunning | Oficial Beaker           | Recorrente       | Does not appear  |                  |                  |                  |                  |                  |
| Amber Grappy         | Lauren Thompson          | Recorrente       | Does not appear  |                  |                  |                  |                  |                  |
| Diego Andres         | Jerome Dupont            | Recorrente       | Does not appear  |                  |                  |                  |                  |                  |
| Louise Parker        | Jenny                    | Recorrente       | Does not appear  |                  |                  |                  |                  |                  |
| Georgia Goodman      | Dolce                    | Recorrente       | Does not appear  |                  |                  |                  |                  |                  |
| James Phoon          | Hamish Campbell          | Recorrente       | Does not appear  |                  |                  |                  |                  |                  |
| Ali Hardiman         | Bethany-May              | Recorrente       | Does not appear  |                  |                  |                  |                  |                  |
| Melissa Dilber       | Amy 1                    | Recorrente       | Does not appear  |                  |                  |                  |                  |                  |
| Merih Dilber         | Amy 2                    | Recorrente       | Does not appear  |                  |                  |                  |                  |                  |
| Ramanique Ahluwalia  | Lily Tee                 | Recorrente       | Does not appear  |                  |                  |                  |                  |                  |
| Ned Costello         | Nile                     | Recorrente       | Does not appear  |                  |                  |                  |                  |                  |
| Donald Sage Mackay   | Henry Allan              | Recorrente       | Does not appear  |                  |                  |                  |                  |                  |
| Francis Flores       | The Baby                 | Recorrente       | Does not appear  |                  |                  |                  |                  |                  |
| Marcia Lecky         | Investigadora Martinez   | Recorrente       | Does not appear  |                  |                  |                  |                  |                  |

## Produção
BBC Three encomendou Wreck da Euston Films em março de 2021. Escrita por Ryan J. Brown e dirigida por Chris Baugh, a série de seis episódios de 45 minutos tem produção executiva de Noemi Spanos para a Euston Films e Tommy Bulfin para a BBC.
Ao escrever o programa, Brown incluiu propositalmente temas LGBT explícitos (Jamie e Vivian são gays), explicando que "como um homem gay e fã de terror, acho que o terror sempre foi estranho, mas sempre está codificado e subtexto. Eu pensei: ' vamos acabar com o subtexto. Vamos ter uma representação explícita" e acrescentando que ele estava acostumado com os personagens LGBT sempre sendo os companheiros do conteúdo de terror. Simultaneamente, Brown teve o cuidado de garantir que a sexualidade de Jamie e Vivian não os definisse como personagens, mas também não descartou isso, observando que "crescer como gays os equipou para serem os heróis perfeitos, mas a história não precisa ser sobre seu trauma".
O elenco foi confirmado em março de 2022, com Oscar Kennedy definido para estrelar como o protagonista Jamie. Também fizeram parte do elenco Thaddea Graham, Jack Rowan e Jodie Tyack, bem como Louis Boyer, Anthony Rickman, Amber Grappy, Diego Andres, Peter Claffey, Miya Ocego, Warren James Dunning, Ramanique Ahluwalia e Alice Nokes. Em um vídeo postado no Instagram, Brown explicou que Jamie recebeu o nome de Jamie Lee Curtis, mais conhecido por interpretar Laurie Strode na franquia de filmes Halloween, e Jesse Walsh, personagem interpretado por Mark Patton em A Hora do Pesadelo 2 - A Vingança de Freddy. , a quem ele apelidou de "a primeira rainha do grito masculino".
A filmagem principal ocorreu na Irlanda do Norte.
Em outubro de 2022, antes da transmissão da primeira série, foi anunciado que uma segunda série do programa estava em desenvolvimento e que o programa foi projetado para durar por pelo três temporadas. 
A gravação principal da segunda temporada da série retornou à Irlanda do Norte e durou quatro meses entre 11 de maio e 1º de setembro de 2023.

## Episódios
Todos os episódios foram disponibilizados no BBC iPlayer em 9 de outubro de 2022, antes de sua transmissão linear.

### 1.ª Temporada (2022)
| N.º na série | N.º na temp. | Título                       | Dirigido por | Escrito por   | Exibição original     |
| --- | ------------ | ---------------------------- | ------------ | ------------- | --------------------- |
| 1 | 1            | "Navio dos Sonhos"           | Chris Baugh  | Ryan J. Brown | 9 de outubro de 2022  |
| Pippa, uma trabalhadora do navio de cruzeiro Sacramentum, é emboscada e perseguida por alguém fantasiado de pato e empunhando uma faca. Para escapar, ela pula da parte de trás do barco. Três meses depois, o irmão de Pippa, Jamie, inscreve-se para trabalhar na próxima digressão do Sacramentum, tendo trocado de lugar com o amigo Cormac, para saber o que lhe aconteceu. Ele fica chocado ao descobrir que o verdadeiro Cormac também está no barco, tendo subido a bordo para tentar voltar com sua namorada Rosie. Jamie revela à colega Vivian que seu pai não sabe que ele está no barco e que sua mãe morreu quando ele era jovem. Eles testemunham Danny traficando drogas para um tripulante do navio. Sophia e Bethany-May, membros da equipe de entretenimento do navio e amigas de Pippa, discutem o que aconteceu com ela e Bethany-May expressa pesar, mas é dissuadida por Danny e Sophia de ir embora. Procurando no quarto de Danny, Jamie encontra o telefone de Pippa escondido debaixo da cama. Vivian descobre Cormac no quarto de Jamie e ele revela seu plano a ela, afirmando que a companhia de cruzeiros encobriu o desaparecimento de Pippa dizendo que ela havia cometido suicídio. Jamie e Vivian são iniciados na tripulação por pessoas com máscaras de pato e Jamie tenta perguntar a Danny sobre Pippa, que afirma que a largou quando ela ficou muito pegajosa. Naquela noite, o Pato mata Danny e esconde seu corpo em uma sala secreta. |              |                              |              |               |                       |
| 2 | 2            | "Captura do Dia"             | Chris Baugh  | Ryan J. Brown | 10 de outubro de 2022 |
| Em um flashback, Pippa relutantemente envia seu pedido de emprego para trabalhar no Sacramentum, mas tem medo de deixar Jamie em casa com seu pai alcoólatra. Jamie e Vivian ouvem os artistas sendo informados de que Danny tirou a própria vida depois que seu corpo foi encontrado por Lauren na piscina. Sophia diz a Sam que ela e os outros artistas querem parar de vender drogas, abaladas depois do que aconteceu com Pippa e Danny. Em seguida, ela encontra sua fotografia no banheiro com os olhos riscados. No telefone de Pippa, Jamie descobre que ela estava extorquindo um homem desconhecido com tatuagem de peixe para conseguir passagem para fora do navio. No necrotério do navio, Jamie e Vivian descobrem que Danny foi assassinado e chamam a Polícia. Por sugestão de Cormac, Jamie pede a Olly que lhe marque uma reunião com o tatuador do navio, que lhes diz que o homem com a tatuagem de peixe é um oficial. Olly e Jamie então se beijam. Ao ver Rosie, Cormac sai do quarto de Jamie e encontra Beaker, que o convida para jogar basquete com os outros policiais depois que Cormac mente que seu nome é Paul. Jamie diz a Vivian que se sente culpado por convencer Pippa a trabalhar no Sacramentum. Na vigília de Danny, Beaker intimida Sophia para que continue vendendo drogas e ela é perseguida por um mascarado com uma faca. Jamie salva Sophia do agressor, que foge e revela ser Olly. |              |                              |              |               |                       |
| 3 | 3            | "Hora do Show!"              | Chris Baugh  | Ryan J. Brown | 16 de outubro de 2022 |
| No flashback, Pippa e os outros artistas traficam drogas no Sacramentum. No presente, Jamie tenta convencer Sophia a denunciar o ataque a Detetive Martinez, que chega no navio para investigar a morte de Danny. Sophia se recusa por medo de que Beaker a culpe pela operação antidrogas, então Jamie concorda em roubar o suprimento de drogas dos policiais em troca de Sophia contar a verdade a Martinez. Sophia conta a Jamie que Pippa fez muitos inimigos no navio e estava paranóica por estar sendo vigiada, o que a fez ter um colapso nervoso e pular do barco. Quando um membro da equipe desmaia após usar drogas, Cormac é descoberto por Sam durante uma busca de contrabando, mas escapa e encontra Rosie, que o rejeita por mentir sobre não ter vindo no navio com ela. Cormac tenta reconquistar Rosie revelando a verdadeira identidade de Jamie. O diretor do Sacramentum, Henry Allan, suborna Martinez para manter o assassinato de Danny em segredo. Olly e Jamie ficam mais próximos, mas Jamie descobre o disfarce usado pelo agressor de Sophia quando Beaker procura drogas em seu quarto. Jamie destrói o suprimento de drogas do policial, mas Sophia desiste de sua parte no acordo. Olly diz a Jamie que a máfia o forçou a assustar Sophia, mas que ele não fez nada com Danny. Dolce, o chefe da máfia, confirma a história de Olly e explica que Martinez está deixando o Sacramentum, apesar dos protestos de Jamie. Vivian inicia um relacionamento com Lily, uma convidada do navio. Depois de vê-lo acidentalmente fazendo sexo com Sophia, Cormac revela a Jamie que Sam é o homem com a tatuagem de peixe que Pippa estava extorquindo. Jerome, um dos tripulantes, é assassinado por um agressor desconhecido. |              |                              |              |               |                       |
| 4 | 4            | "O Assassino do Sacramentum" | Chris Baugh  | Ryan J. Brown | 17 de outubro de 2022 |
| No flashback, Pippa conforta Jamie depois que ele é atacado por ser gay. Lauren fica preocupada quando não tem notícias de Jerome, mas Karen ignora. Olly tenta construir pontes com Jamie e eles marcam um encontro. Sam confronta Jamie e admite que se culpa pelo suicídio de Pippa, afirmando que ela descobriu que ele era casado depois que ele concordou em fugir com ela. Quando Jamie conta a Sam que Danny foi assassinado, ele termina com Sophia e dá a Jamie os relatórios do incidente sobre Pippa. O meio-irmão de Lily, Nile, avisa Vivian que ela está namorando com ela para uma aposta, mas as duas depois se reconciliam. Jamie e Vivian entram furtivamente no antigo quarto de Pippa, que agora é de Bethany-May, e encontram um mapa do navio e uma lista de nomes. Rosie e Cormac causam uma distração para permitir que Jamie e Vivian acessem os registros pessoais, onde descobrem que Karen registrou que todas as pessoas na lista de Pippa fugiram, incluindo Jerome. Jamie relata isso a Sam, que o ataca e confessa que perseguiu Pippa e a viu pular do barco. Quando Jamie tenta escapar, ele é encurralado pelos outros policiais e nocauteado por Karen. |              |                              |              |               |                       |
| 5 | 5            | "Agulha em uma Pilha Gay"    | Chris Baugh  | Ryan J. Brown | 23 de outubro de 2022 |
| No flashback, Pippa e Sam jantam no quarto de hóspedes onde ele admite que a ama. No presente, Jamie acorda ao lado do corpo de Jerome na sala secreta e ouve Karen ordenando que Beaker e os outros policiais encontrem Vivian. Karen diz a Sam para matar Jamie, mas ele foge e encontra Olly, onde revela sua verdadeira identidade e conta sobre Pippa. Cormac, Rosie, Vivian e Lily se encontram com Jamie e Olly e contam que Sam matou Jerome, Pippa e os outros de sua lista. Vivian afirma que o corpo de Jerome é a única prova que eles têm do que aconteceu. Karen ameaça a outra tripulação para caçar Jamie e Vivian. Enquanto Vivian se esconde no apartamento de Lily, Jamie e os outros usam o mapa do navio de Pippa para localizar a sala secreta e descobrir que os policiais os estão espionando. Jamie e Olly chegam ao corpo de Jerome, mas são encontrados por Karen, que os leva ao escritório de Henry, onde são forçados a assistir uma governanta ser assassinada por um casal de baleias, hóspedes ricos que pagaram para matar membros da tripulação. No apartamento, Nile afirma que tentou avisar Vivian para ficar longe de Lily, que então chega e revela que Vivian foi escolhida como a próxima vítima do jogo das Baleias. |              |                              |              |               |                       |
| 6 | 6            | "Água do Bico de um Pato"    | Chris Baugh  | Ryan J. Brown | 24 de outubro de 2022 |
| No flashback, Pippa manda uma mensagem para uma pessoa misteriosa dizendo que ela tem provas suficientes sobre o que está acontecendo no navio. No presente, Henry revela que Sam assassinou Pippa porque ela chegou muito perto de expor a operação e depois matou Danny por medo de que Pippa tivesse contado a ele o que estava acontecendo. Henry então mata Sam na frente deles por falhar. Beaker quase mata Olly para forçar Jamie a contar com quem mais eles estão trabalhando, mas eles são salvos por Cormac e Rosie. Lily diz a Henry que quer matar Vivian naquela noite. Jamie revela a verdade ao resto da tripulação que, apoiada por Sophia, os convence a revidar. Olly recruta a máfia, que se junta à tripulação para derrubar Beaker e os oficiais enquanto Jamie vai resgatar Vivian. Karen tenta fazer com que Henry a evacue do navio, mas ele se recusa. Lily começa a caçar Vivian enquanto Jamie, ajudado por Karen, corre para salvá-la. Lily é morta por sua própria serra elétrica quando é distraída por Jamie irrompendo pela porta. Henry revela que o Sacramentum não é o único navio Velorum com esse tipo de operação. As Baleias, indignadas com o ocorrido, pegam em armas para matar Jamie e Vivian, mas são detidas pela chegada da tripulação e posteriormente presas pela Polícia. Karen foge do navio fantasiada de pato. Cormac e Rosie retomam o relacionamento e Olly diz a Jamie que lhe deve um encontro. Jamie e Vivian decidem derrubar a Velorum, empresa proprietária do Sacramentum. Observando o barco de longe, Pippa ainda está viva. |              |                              |              |               |                       |

## Recepção
Tanto Attitude quanto Gay Times incluíram Wreck em sua lista dos principais programas de TV LGBT de 2022.
Em uma crítica de quatro estrelas, Benji Wilson do The Telegraph elogiou a premissa e a direção de Chris Baugh e descreveu a série como sendo como uma banda punk em seu primeiro show, afirmando: "A energia de Wreck é contagiante. Todos no navio são suspeitos e não -pode-se escapar. Se isso for apenas Morte no Nilo com TDAH, tudo bem: ainda quero saber quem foi o policial. E por que eles estão usando uma máscara de pato. "  Da mesma forma, Neil Baker do Cinerama elogiou a BBC Three pelo comissionamento o show, e referiu-se ao pato assassino de Wreck como um "ícone de terror". Ele chamou o roteiro de Brown de "tão afiado quanto a faca que nosso pato diabólico empunha", observando sua capacidade de fazer referência a propriedades clássicas de terror como Pânico, Eu sei o que você fez no verão passado e Sexta-feira 13, ao mesmo tempo em que permite que Wreck pareça "fresco e diferente para qualquer outra coisa que vimos", e elogiou o humor, o ritmo, a cinematografia e a representação queer da série. O programa também recebeu críticas de quatro estrelas de Heat, que o declarou um "elegante" e "fresco, vibrante e arrepiante deleite de terror", e TVTimes, que observou que o programa "oferece sustos e frases espirituosas com igual autoconfiança ".Em sua lista de novos shows, a NME referiu-se a Wreck como uma "delícia de terror cômico" e um "destruidor travesso no estilo de Scream".
Em um artigo mais amplo elogiando a representação queer e asiática da série, Alistair James da Attitude afirmou que "a inclusão de personagens LGBTQ não parece simbólica ou como se tivesse sido feita para marcar uma caixa. Portanto, é mais gratificante assistir como público. Parece sincero e sincero."
Em uma crítica para Autostraddle, a editora Kayla Kumari Upadhyaya elogiou o relacionamento central do programa, afirmando: “É uma série que me surpreendeu e não nas reviravoltas esperadas na trama, mas sim em seu humor, seus personagens e dinâmica de relacionamento. Vivian e Jamie formam uma das melhores amizades queer que já vi na televisão nos últimos tempos”.
Em uma crítica mista de três estrelas, Rachel Sigee do iNews elogiou a representação queer "refrescante", mas criticou a fusão de comédia e terror do programa, afirmando que "com sua premissa original, abordagem de jogo para flexão de gênero e admirável senso de bobagem, Wreck certamente se destaca, embora nem sempre pelas razões certas."
Entre as críticas mais negativas dos críticos, a série recebeu duas estrelas do The Times, do The Evening Standard e do Daily Mail, que disseram "não há muito o que recomendar este drama louco, que é um cruzamento entre um filme de comédia do ensino médio. e um filme de terror com o assassino sendo Orville, o Pato", e o descreveu como "mais complicado a cada episódio, levando os espectadores de uma trama maluca para outra como uma bola de gude em uma máquina de pinball" e "Este thriller de terror de acampamento é um pouco confuso sobre sua identidade." 

Brown respondeu às críticas negativas, afirmando em seu Twitter: "Quase todos os “críticos” apenas assistiram ao primeiro episódio e não têm ideia do que se trata o programa. "